# ليستيزا
ليستيزا هي كومونا في مقاطعة أوديني في منطقة فريولي فينيتسيا جوليا الإيطالية ، وتقع على بعد حوالي 60 كيلومترًا (37 ميلًا) شمال غرب ترييستي وحوالي 15 كيلومترًا (9 ميل) جنوب غرب أوديني.
ليستيزا تقع علي حدود البلدات التاليه: باسيليانو, بيرتويلو, كودرويبو, موتيجيليانو , بوزولو ديل فريلي, تالماسونس.

## روابط خارجية
- الموقع الرسمي